# NGC 1314
NGC 1314 је спирална галаксија у сазвежђу Еридан која се налази на NGC листи објеката дубоког неба.
Деклинација објекта је - 4° 11' 11" а ректасцензија 3h 22m 41,1s. Привидна величина (магнитуда) објекта NGC 1314 износи 14,2 а фотографска магнитуда 14,9. NGC 1314 је још познат и под ознакама MCG -1-9-33, PGC 12650.